# Президентские выборы в Уганде (1996)
Президентские выборы в Уганде проходили 9 мая 1996 года. Они были первыми в стране. Победу одержал Йовери Кагута Мусевени, получив 75,5% голосов. В это время политические партии в Уганде были запрещены, поэтому все кандидаты выдвигались как независимые. Явка составила 72,3%.

## Результаты
| Кандидат                            | Голоса    | %    |
| ----------------------------------- | --------- | ---- |
| Йовери Кагута Мусевени              | 4 428 119 | 74,2 |
| Пол Семогерере                      | 1 416 139 | 23,7 |
| Кибиридж Мэйанья                    | 123 290   | 2,1  |
| Недействительных/пустых бюллетеней  | 196 130   | –    |
| Всего                               | 6 163 678 | 100  |
| Зарегистрированных избирателей/Явка | 8 492 154 | 72,3 |
| Источник: Nohlen et al.             |           |      |